# 東京医科大学看護短期大学
東京医科大学看護短期大学（とうきょういかだいがくかんごたんきだいがく）は、東京都新宿区新宿6-1-1において設置計画のあった日本の私立短期大学である。詳細は後述する。

## 概要
- 東京都新宿区において設置される予定のあった日本の私立短期大学で、設置の計画元は学校法人東京医科大学。
- 1957年に開校した東京医科大学附属准看護婦学校を源流としている[3]。
- 1992年3月時点においてはすでに東京医科大学看護短期大学設立準備室が成立していた[4]。
- しかし、結局は、開学できず[注 1]。

## 設置予定の学科
- 設置される予定の学科名は目下不詳だが、短期大学の名称及び前身とされる専門学校の学科から看護系の学科であったことは相違ない[7]。